# Teolepto I de Constantinopla
Teolepto I de Constantinopla (em grego: Θεόληπτος Α΄; m. dezembro de 1522) foi patriarca ecumênico de Constantinopla entre 1513 e 1522.

## História
Teolepto era natural de Creta ou Epiro e viveu como monge com o patriarca Pacômio I, que o nomeou bispo metropolitano de Ioannina. Quando Pacômio morreu envenenado, Teolepto correu para Adrianópolis e caiu nas graças do sultão otomano Selim I. Depois de realizar o pagamento habitual, o sultão o nomeou patriarca. Logo depois, Teolepto seguiu para Constantinopla para a realização da eleição formal e sua entronização em meados de 1513.
Em setembro de 1520, Selim faleceu e a posição de Teolepto enfraqueceu. Os primeiros rumores começaram a surgir, o que mais tarde levou a acusações formais de que ele levava uma vida privada imoral. O Santo Sínodo decidiu que ele deveria ser julgado, mas Teolepto faleceu em dezembro de 1522, antes do julgamento.

## Patriarcadp
O poder do Patriarcado aumentou durante a guerra otomana-mameluca de 1516-1517 e a consequente anexação da Síria, Palestina e Egito pelo sultão Selim I, pois os patriarcados de Alexandria, Antioquia e Jerusalém foram incorporados ao Império Otomano. Estes patriarcados retiveram sua autonomia religiosa, mas estava de facto submetidos à influência do patriarca de Constantinopla, que ficava perto do sultão e era o responsável civil por todos os cristãos ortodoxos do império de acordo com o sistema millet. Esta influência de Constantinopla aumentou nos séculos seguintes, especialmente em relação às nomeações. Com a conquista da Palestina e a queda de Jerusalém em 1517 a Selim, Teolepto obteve do sultão o direito de manter a Igreja do Santo Sepulcro.
Teolepto estabeleceu boas relações desde 1516 com o grande príncipe de Moscou Vasili III, cuja mãe era uma sobrinha do último imperador bizantino, Constantino XI. O Grão-Ducado de Moscou se tornou, nesta época, o mais poderoso reino ortodoxo ainda independente. Em 1518, Teolepto enviou o acadêmico Máximo, o Grego, para lá.
Por volta de 1520, o sultão Selim, que queria forçar a conversão de todos os cristãos ao islã, ordenou o confisco de todas as igrejas cristãs por que não havia um firman que as protegesse. Teolepto, graças às suas boas relações com o sultão e graças também a um advogado chamado Xenakis, conseguiu reverter a ordem, convencendo o sultão que as igrejas de Constantinopla se renderam durante a Queda de Constantinopla (1453), sendo assim poupadas e mantidas para o culto cristão. Mesmo que nenhum firman pudesse ser exibido por causa de um incêndio no Patriarcado, três velhos janízaros que participaram dos eventos em 1453 juraram sobre o Corão que isso era verdade e foram acreditados.
Como patriarca, Teolepto reformou a organização eclesiástica das dioceses de Adrianópolis, Samos e na Valáquia.